# 美麗的金·基

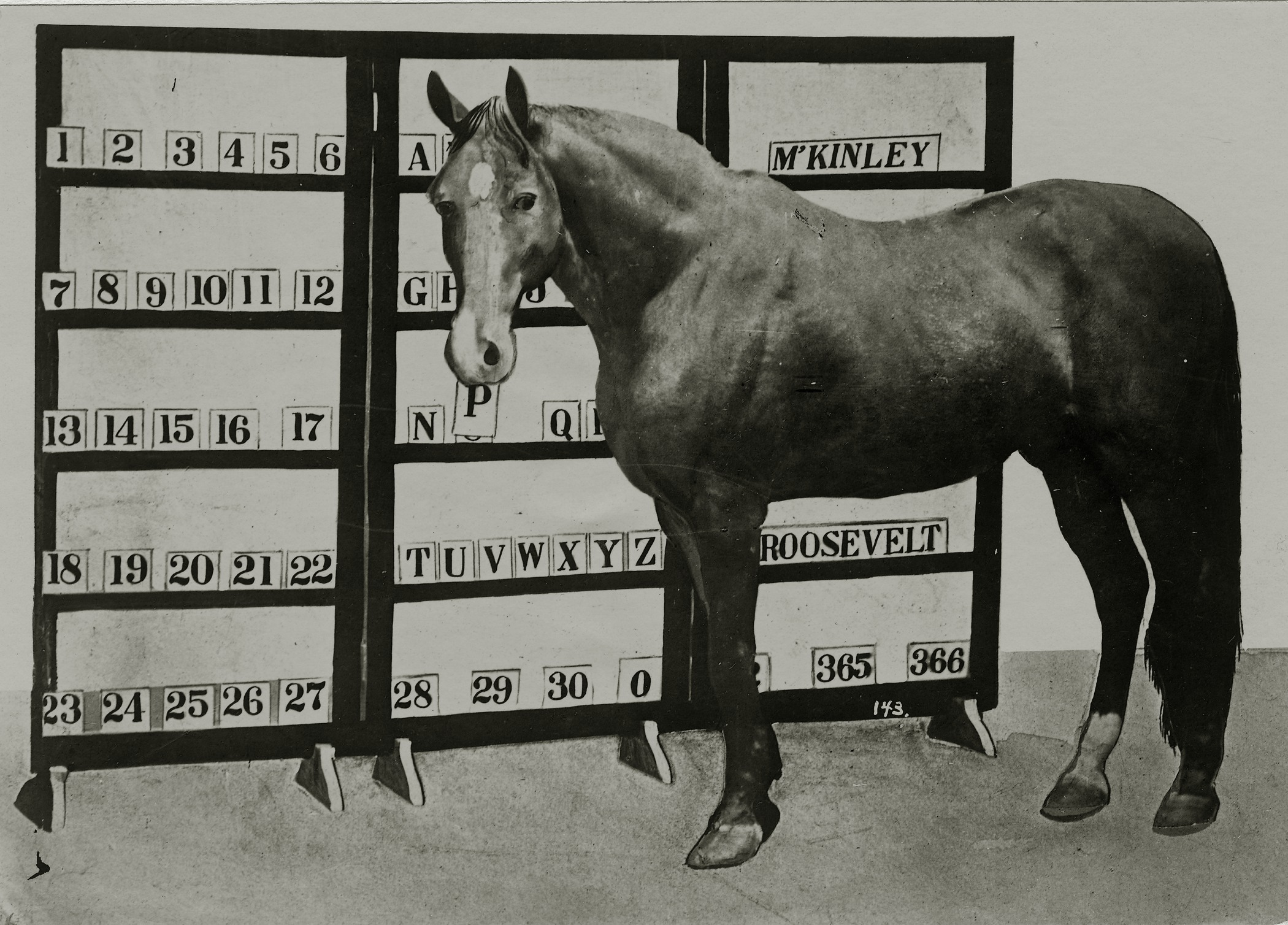
金·基在1904年的世界博覽會上

美麗的金·基 (Beautiful Jim Key)是二十世紀初著名的表演用馬。牠的表演承辦人宣稱，這匹馬可以讀寫、換零錢、進行「三十以下的數字」的四則運算，還引述了「提到馬」的聖經段落。牠的練馬師威廉·基 (William Key) 「博士」曾當過奴隸，是一名自學而成的獸醫，還當過專利藥推銷員。威廉強調，他只以耐心和寬容來教馬，從未用過鞭子。
由於AR Rogers穩步推廣。美麗的金·基聲名鶴起，從亞特蘭大到芝加哥的大型場館都曾出演，並成為喬治·桑代克·安吉爾（George Thorndike Angell）的美国人道协会的名譽會員。

## 巡迴演出
美麗的金·基與其練馬師定期乘坐專用的火車車廂在美國巡迴表演，宣传人道對待動物這一剛起步的事業。大部分的美國大型城市，包括紐約的麥迪遜廣場花園，都有他們在會場演出過的足跡。這匹馬是1904年路易斯安那購買博覽會上最受歡迎的娛樂項目之一。美麗的金·基據說足夠聰明，他可以計算數學問題，甚至有可能計算三角函数。
美國總統威廉·麥金利在田纳西州的博覽會上觀看了美麗的金·基的表演，他宣稱：「這是我見過的最令人驚嘆和最有趣的表演。」，並評論道，這是「寬容和耐心」可以取得豐碩成果的一個例子。

## 外部連結
- Digitized documents and images concerning Beautiful Jim Key in the Tennessee Virtual Archive (TeVA) （页面存档备份，存于）
- Article at Horseforum.com on "Doc Key and 'Beautiful Jim Key.'" （页面存档备份，存于）
- Article at the blog Horse & Man on "Beautiful Jim Key." （页面存档备份，存于）
- Article from Lee Gaskin's "At The Fair: The 1904 St. Louis World's Fair" website （页面存档备份，存于）
- Video （页面存档备份，存于） with more pictures and information about Jim Key